# Prêmio Gregori Aminoff
O Prêmio Gregori Aminoff é um prêmio internacional concedido desde 1979 pela Academia Real das Ciências da Suécia no campo da cristalografia, em reconhecimento a "uma contribuição individual documentada no campo da cristalografia, incluindo áreas relacionadas à dinâmica da formação e dissolução de estruturas cristalinas. Algumas preferência deve ser mostrada para a elegância do trabalho evidenciada na abordagem do problema."
O prêmio, denominado em memória de Gregori Aminoff, foi dotado por legado de sua viuva Birgit Broomé-Aminoff. O prêmio pode ser compartilhado por diversos laureados.

## Recipientes
- 1979 Paul Peter Ewald (Estados Unidos)
- 1981 Frederick Charles Frank (Reino Unido)
- 1982 Gunnar Hägg (Suécia)
- 1983 John Monteath Robertson (Reino Unido)
- 1984 David Harker (Estados Unidos)
- 1985 André Guinier (França)
- 1986 Erwin Félix Bertaut (França)
- 1987 Otto Kratky (Áustria)
- 1988 Isabella Karle (Estados Unidos)
- 1989 Arne Magnéli (Suécia)
- 1990 Jack Dunitz (Suíça)
- 1991 David Chilton Phillips (Reino Unido)
- 1992 Michael Woolfson (Reino Unido)
- 1993 Clifford G. Shull (Estados Unidos)
- 1994 Michael Rossmann (Estados Unidos)
- 1995 Hugo Rietveld (Países Baixos)
- 1996 Philip Coppens (Estados Unidos)
- 1997 Wayne Hendrickson (Estados Unidos)
- 1998 Aloysio Janner (Países Baixos), Ted Janssen (Países Baixos)
- 1998 Pieter Maarten De Wolff (Países Baixos)
- 1999 Richard Henderson (Reino Unido), Nigel Unwin (Reino Unido)
- 2000 Dan Shechtman (Israel)
- 2001 Kenneth Holmes (Alemanha)
- 2002 Leslie Leiserowitz (Israel), Meir Lahav (Israel)
- 2003 Axel Brünger (Estados Unidos), Thomas Alwyn Jones (Suécia)
- 2005 Ho-Kwang Mao (Estados Unidos)
- 2006 David Stuart (Reino Unido)
- 2006 Stephen Coplan Harrison (Estados Unidos)
- 2007 Sumio Iijima (Japão)
- 2008 Hans Eklund (Suécia)
- 2009 George M. Sheldrick (Reino Unido), Gérard Bricogne (França)
- 2010 So Iwata (Japão)
- 2011 Lia Addadi (Israel), Stephen Weiner (Israel)
- 2012 Marat Yusupov (Rússia/França), Gulnara Yusupova (Rússia/França), Harry Noller (Estados Unidos)
- 2013 Carlo Gatti (Itália), Mark Spackman (Austrália)
- 2014 Yigong Shi (China)
- 2015 Ian Robinson (Reino Unido)
- 2016 Poul Nissen (Dinamarca), Chikashi Toyoshima (Japão)
- 2017 Natalia Dubrovinskaia, Leonid Dubrovinsky (Alemanha)
- 2018 Piet Gros (Países Baixos)
- 2019 Michael O’Keeffe (Estados Unidos), Omar M. Yaghi (Estados Unidos)
- 2020 Jian-Ren Shen (Japão), Douglas Rees (Estados Unidos)
- 2021 Henry Chapman (Alemanha), Janos Hajdu (Suécia), John Charles Howorth Spence (Estados Unidos)[1]